# Ventouse (Charente)
Pour les articles homonymes, voir Ventouse.
Ventouse est une commune du Sud-Ouest de la France, située dans le département de la Charente (région Nouvelle-Aquitaine).
Ses habitants sont les Ventousiens et les Ventousiennes.

## Géographie

### Localisation et accès
Ventouse est une commune du Nord Charente située à 10 km à l'ouest de Saint-Claud  et 31 km au nord-est d'Angoulême.
Le bourg de Ventouse est aussi à 6 km au nord-est de Saint-Angeau, 12 km à l'est de Mansle, le chef-lieu de son canton, 12 km au sud-ouest de Champagne-Mouton, 18 km au sud-est de Ruffec et 29 km au sud-ouest de Confolens.
La D.739 entre Mansle et Saint-Claud passe en limite sud de la commune, près du bourg. La commune est traversée par des routes départementales de moindre importance. La D 15, entre Valence et Beaulieu, longe la rive droite de la Sonnette et passe à la mairie. La D 340 relie la D 739, le bourg et la D 15 en traversant la vallée du Son et de la Sonnette. Elle continue en direction de Couture.

### Hameaux et lieux-dits
Le bourg de Ventouse est situé à l'extrême sud du territoire communal. La mairie est située à 1 km au nord-est, chez Magnot.
Il y a aussi Chez Blanchard, à l'ouest, le Paradis, à l'est, Chez Maugarny et l'Houme près de Chez Magnot.

### Communes limitrophes
| Couture     | Saint-Sulpice-de-Ruffec | Beaulieu-sur-Sonnette |
| Saint-Front | Ventouse                | Cellefrouin           |
|             | Valence                 |                       |

### Géologie et relief
Géologiquement, la commune est dans le calcaire du Jurassique du Bassin aquitain, comme tout le Nord-Charente. Plus particulièrement, le Callovien occupe les flancs de vallées au sud de la commune, et le Bathonien au sud-est (Dogger). Cependant, d'importants épandages d'altérites et dépôts du Tertiaire en provenance du Massif central sous forme d'argile à silex couvrent les hauteurs sur la grande moitié nord de la commune. Quelques zones de sable et gravier argileux du Quaternaire couvrent localement les sommets,,.
Le relief de la commune est celui d'un plateau d'une altitude moyenne de 110 m coupé au sud par les vallées du Son et de la Sonnette et de leur confluent. Le point culminant de la commune est à une altitude de 162 m, situé à l'extrémité nord-est. Le point le plus bas est à 75 m, situé sur la rive droite du Son-Sonnette, en limite sud-ouest de commune. Le bourg, construit sur une hauteur au bord de la vallée, est à 110 m d'altitude.

### Hydrographie

#### Réseau hydrographique
La commune est située dans le bassin versant de la Charente au sein du Bassin Adour-Garonne. Elle est drainée par la Sonnette, le ruisseau des Bourgons et, qui constituent un réseau hydrographique de 5 km de longueur totale,.
La commune est traversée par le Son et la Sonnette, lesquels s'assemblent en Sonsonnette, affluent en rive gauche de la Charente.
On trouve aussi quelques fontaines le long du Sonsonnette et de la Sonnette (fontaines du Maine, de l'Houme, de Palnat, de la Grand-Font).

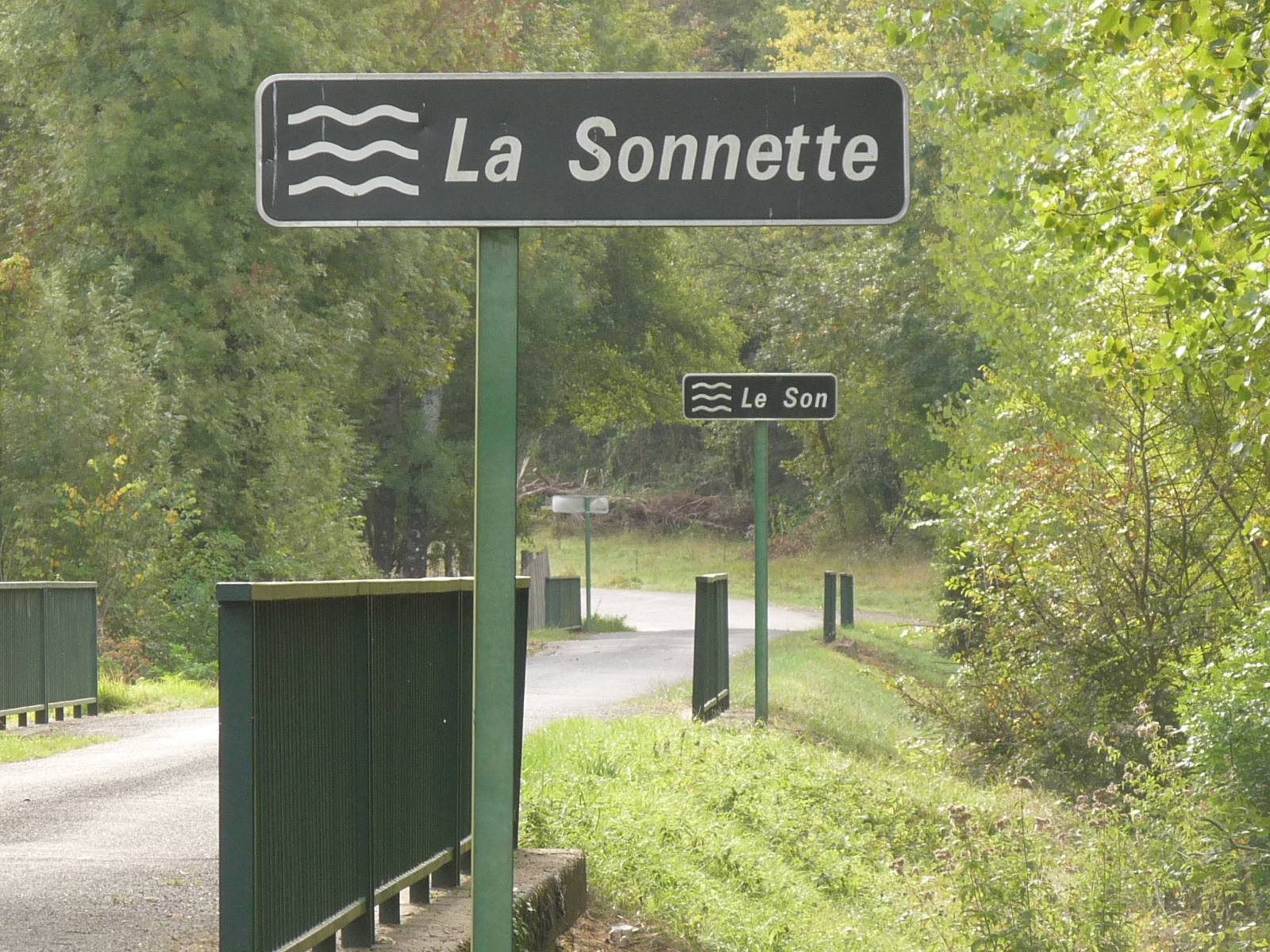
Le Son et la Sonnette juste avant leur confluent.
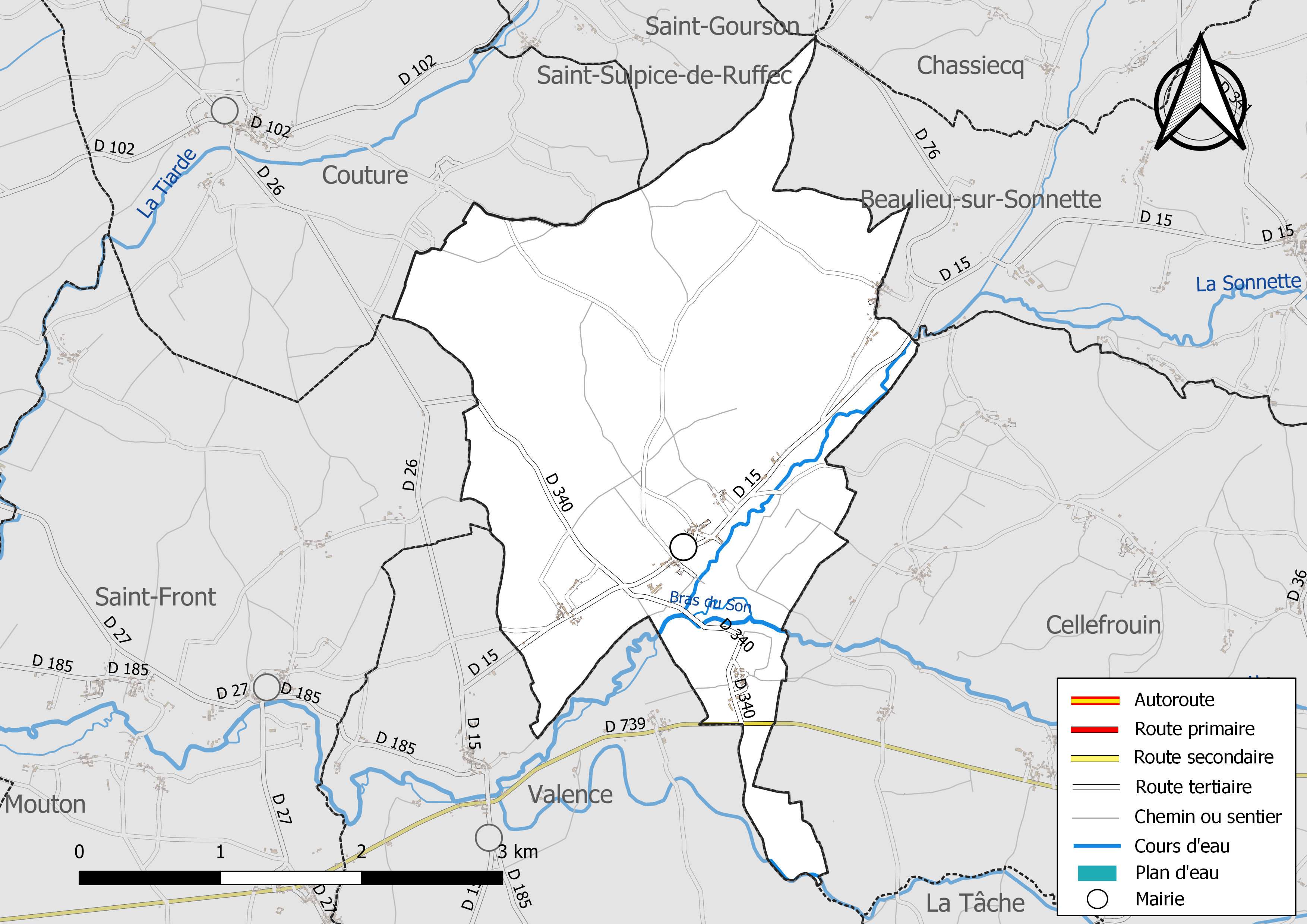
Réseaux hydrographique et routier de Ventouse

#### Gestion des eaux
Le territoire communal est couvert par le schéma d'aménagement et de gestion des eaux (SAGE) « Charente ». Ce document de planification, dont le territoire correspond au bassin de la Charente, d'une superficie de 9 300 km2, a été approuvé le 19 novembre 2019. La structure porteuse de l'élaboration et de la mise en œuvre est l'établissement public territorial de bassin Charente. Il définit sur son territoire les objectifs généraux d’utilisation, de mise en valeur et de protection quantitative et qualitative des ressources en eau superficielle et souterraine, en respect des objectifs de qualité définis dans le troisième SDAGE  du Bassin Adour-Garonne qui couvre la période 2022-2027, approuvé le 10 mars 2022.

### Climat
Comme dans les trois quarts sud et ouest du département, le climat est océanique aquitain.

## Urbanisme

### Typologie
Au 1er janvier 2024, Ventouse est catégorisée commune rurale à habitat très dispersé, selon la nouvelle grille communale de densité à 7 niveaux définie par l'Insee en 2022.
Elle est située hors unité urbaine et hors attraction des villes,.

### Occupation des sols
L'occupation des sols de la commune, telle qu'elle ressort de la base de données européenne d’occupation biophysique des sols Corine Land Cover (CLC), est marquée par l'importance des territoires agricoles (53,9 % en 2018), une proportion sensiblement équivalente à celle de 1990 (54,6 %). La répartition détaillée en 2018 est la suivante : 
forêts (42,9 %), terres arables (42,4 %), zones agricoles hétérogènes (7,2 %), prairies (4,2 %), zones urbanisées (3,2 %). L'évolution de l’occupation des sols de la commune et de ses infrastructures peut être observée sur les différentes représentations cartographiques du territoire : la carte de Cassini (XVIIIe siècle), la carte d'état-major (1820-1866) et les cartes ou photos aériennes de l'IGN pour la période actuelle (1950 à aujourd'hui).

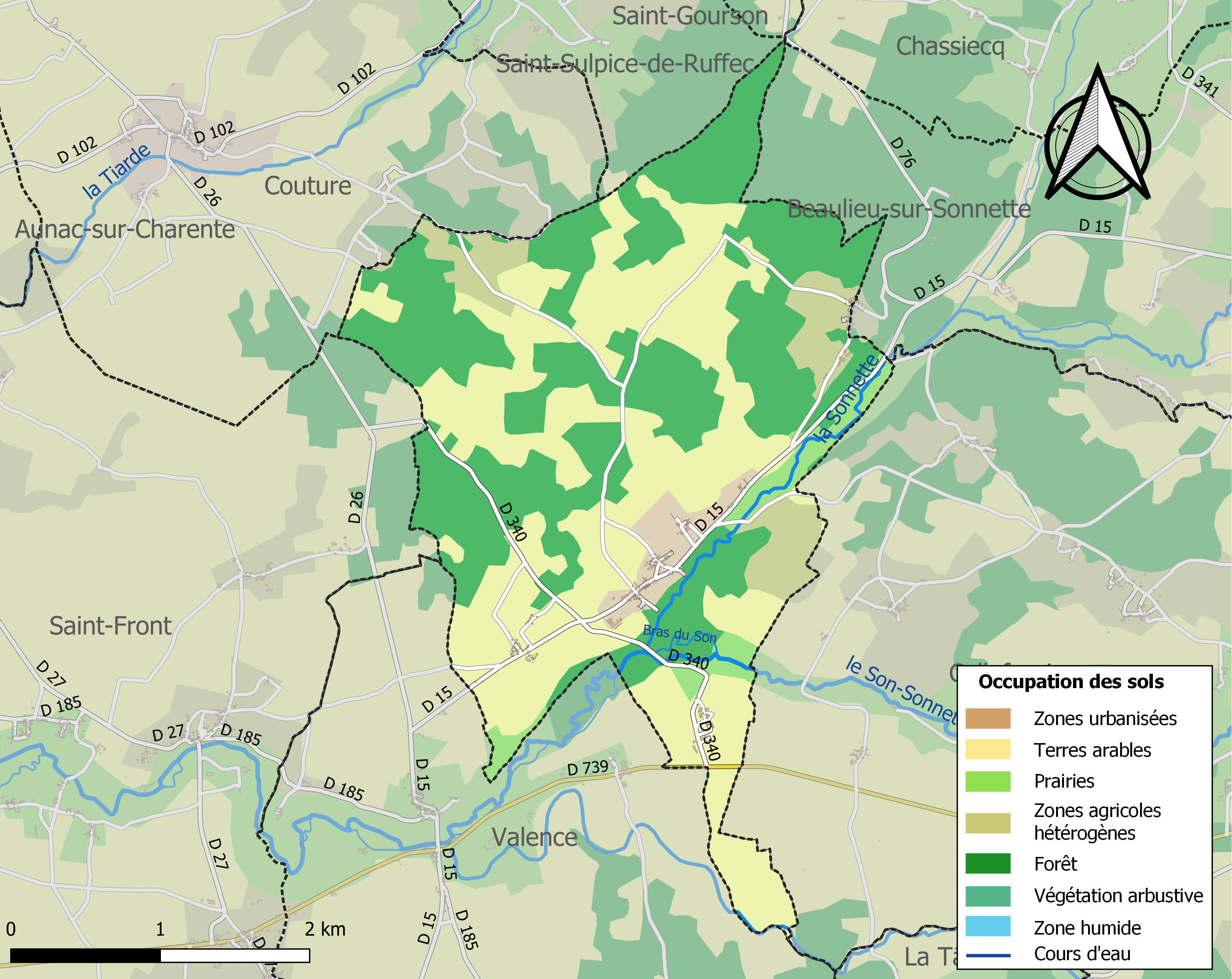
Carte des infrastructures et de l'occupation des sols de la commune en 2018 (CLC).

### Risques majeurs
Le territoire de la commune de Ventouse est vulnérable à différents aléas naturels : météorologiques (tempête, orage, neige, grand froid, canicule ou sécheresse) et séisme (sismicité modérée). Un site publié par le BRGM permet d'évaluer simplement et rapidement les risques d'un bien localisé soit par son adresse soit par le numéro de sa parcelle.

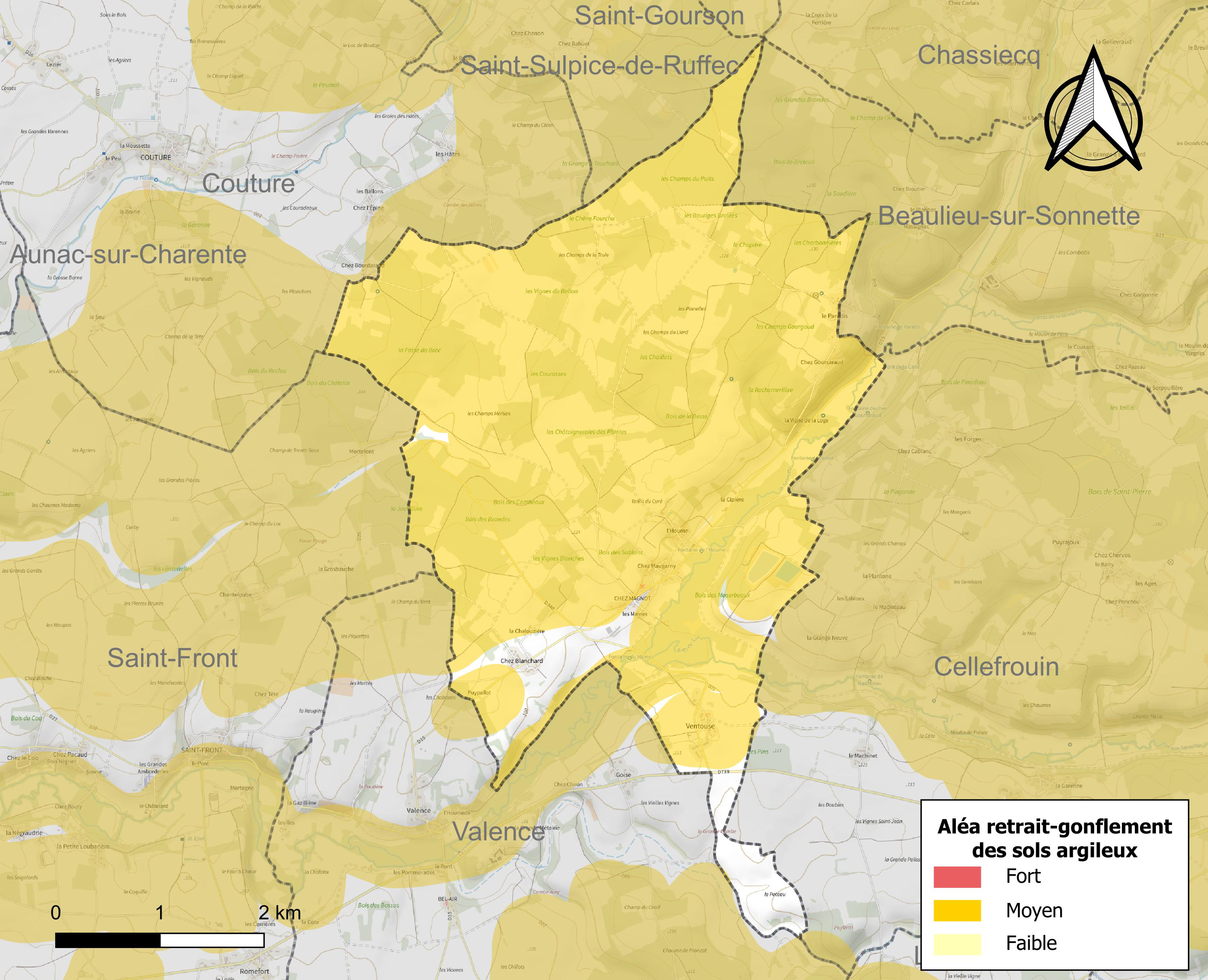
Carte des zones d'aléa retrait-gonflement des sols argileux de Ventouse.

Le retrait-gonflement des sols argileux est susceptible d'engendrer des dommages importants aux bâtiments en cas d’alternance de périodes de sécheresse et de pluie. 92,6 % de la superficie communale est en aléa moyen ou fort (67,4 % au niveau départemental et 48,5 % au niveau national). Sur les 83 bâtiments dénombrés sur la commune en 2019,  57 sont en aléa moyen ou fort, soit 69 %, à comparer aux 81 % au niveau départemental et 54 % au niveau national. Une cartographie de l'exposition du territoire national au retrait gonflement des sols argileux est disponible sur le site du BRGM,.
Par ailleurs, afin de mieux appréhender le risque d’affaissement de terrain, l'inventaire national des cavités souterraines permet de localiser celles situées sur la commune.
La commune a été reconnue en état de catastrophe naturelle au titre des dommages causés par les inondations et coulées de boue survenues en 1982, 1983 et 1999. Concernant les mouvements de terrains, la commune a été reconnue en état de catastrophe naturelle au titre des dommages causés par des mouvements de terrain en 1999.

## Toponymie
Le nom est attesté sous la forme ancienne Ventosa vers 1300.
Située sur un plateau dominant une vallée et exposée au nord-ouest, Ventouse tire son nom du bas latin et ancien occitan ventosa, qui signifie venteuse,.
Créée Ventonse en 1793, la commune est devenue Ventouse en 1801. La paroisse est cependant correctement orthographiée sur la carte de Cassini (XVIIIe siècle).

### Limite dialectale
La commune est dans la langue d'oïl (domaine du saintongeais), et marque la limite avec le domaine occitan (dialecte marchois) à l'est,.

## Histoire
L'état des paroisses de 1686 donne la comtesse de Sansac comme dame de cette paroisse de Vantouze de 58 feux où sont produits du grain et des châtaignes et où se pratique l'élevage.
Pendant la première moitié du XXe siècle, la commune était desservie par la petite ligne ferroviaire d'intérêt local à voie métrique des Chemins de fer économiques des Charentes allant d'Angoulême à Confolens par Saint-Angeau appelée le Petit Mairat.
Au début du XXe siècle, l'industrie dans la commune était représentée par le moulin de la Cipière, sur la Sonnette.

## Administration
Créée en 1793 dans le canton de Cellefrouin et le district de La Rochefoucauld, la commune est en 1801 dans le canton de Mansle et l'arrondissement de Ruffec pour passer en 1926 dans celui d'Angoulême.
La mairie est située à 1 km du bourg, au lieu-dit chez Magnot.
| Période                                  | Période  | Identité         | Étiquette | Qualité                     |
| ---------------------------------------- | -------- | ---------------- | --------- | --------------------------- |
| Les données manquantes sont à compléter. |          |                  |           |                             |
| 2001                                     | 2003     | Hervé Delias     |           |                             |
| 2003                                     | 2014     | Jacqueline Ramat | SE        | Retraitée fonction publique |
| 2014                                     | En cours | Véronique Jaboin | SE        |                             |

## Démographie

### Évolution démographique
L'évolution du nombre d'habitants est connue à travers les recensements de la population effectués dans la commune depuis 1793. Pour les communes de moins de 10 000 habitants, une enquête de recensement portant sur toute la population est réalisée tous les cinq ans, les populations de référence des années intermédiaires étant quant à elles estimées par interpolation ou extrapolation. Pour la commune, le premier recensement exhaustif entrant dans le cadre du nouveau dispositif a été réalisé en 2007.

En 2022, la commune comptait 121 habitants, en évolution de −5,47 % par rapport à 2016 (Charente : −0,48 %, France hors Mayotte : +2,11 %).
| 1793 | 1800 | 1806 | 1821 | 1831 | 1841 | 1846 | 1851 | 1856 |
| ---- | ---- | ---- | ---- | ---- | ---- | ---- | ---- | ---- |
| 354  | 368  | 332  | 399  | 436  | 408  | 441  | 401  | 391  |

| 1861 | 1866 | 1872 | 1876 | 1881 | 1886 | 1891 | 1896 | 1901 |
| ---- | ---- | ---- | ---- | ---- | ---- | ---- | ---- | ---- |
| 358  | 327  | 315  | 341  | 332  | 336  | 304  | 290  | 316  |

| 1906 | 1911 | 1921 | 1926 | 1931 | 1936 | 1946 | 1954 | 1962 |
| ---- | ---- | ---- | ---- | ---- | ---- | ---- | ---- | ---- |
| 267  | 265  | 242  | 232  | 236  | 234  | 198  | 186  | 160  |

| 1968 | 1975 | 1982 | 1990 | 1999 | 2006 | 2007 | 2012 | 2017 |
| ---- | ---- | ---- | ---- | ---- | ---- | ---- | ---- | ---- |
| 166  | 151  | 136  | 124  | 113  | 122  | 123  | 128  | 126  |

| 2022 | - | - | - | - | - | - | - | - |
| ---- | - | - | - | - | - | - | - | - |
| 121  | - | - | - | - | - | - | - | - |

### Pyramide des âges
La population de la commune est relativement âgée.
En 2018, le taux de personnes d'un âge inférieur à 30 ans s'élève à 26,2 %, soit en dessous de la moyenne départementale (30,2 %). À l'inverse, le taux de personnes d'âge supérieur à 60 ans est de 31,7 % la même année, alors qu'il est de 32,3 % au niveau départemental.
En 2018, la commune comptait 63 hommes pour 63 femmes, soit un taux de 50 % de femmes, légèrement inférieur au taux départemental (51,59 %).
Les pyramides des âges de la commune et du département s'établissent comme suit.
| Hommes | Classe d’âge | Femmes |
| ------ | ------------ | ------ |
| 0,0    | 90 ou +      | 1,6    |
| 4,8    | 75-89 ans    | 6,3    |
| 28,6   | 60-74 ans    | 22,2   |
| 25,4   | 45-59 ans    | 28,6   |
| 15,9   | 30-44 ans    | 14,3   |
| 11,1   | 15-29 ans    | 11,1   |
| 14,3   | 0-14 ans     | 15,9   |

| Hommes | Classe d’âge | Femmes |
| ------ | ------------ | ------ |
| 1      | 90 ou +      | 2,7    |
| 9,2    | 75-89 ans    | 12     |
| 20,6   | 60-74 ans    | 21,3   |
| 20,7   | 45-59 ans    | 20,3   |
| 16,8   | 30-44 ans    | 16     |
| 15,6   | 15-29 ans    | 13,4   |
| 16,1   | 0-14 ans     | 14,3   |

## Lieux et monuments

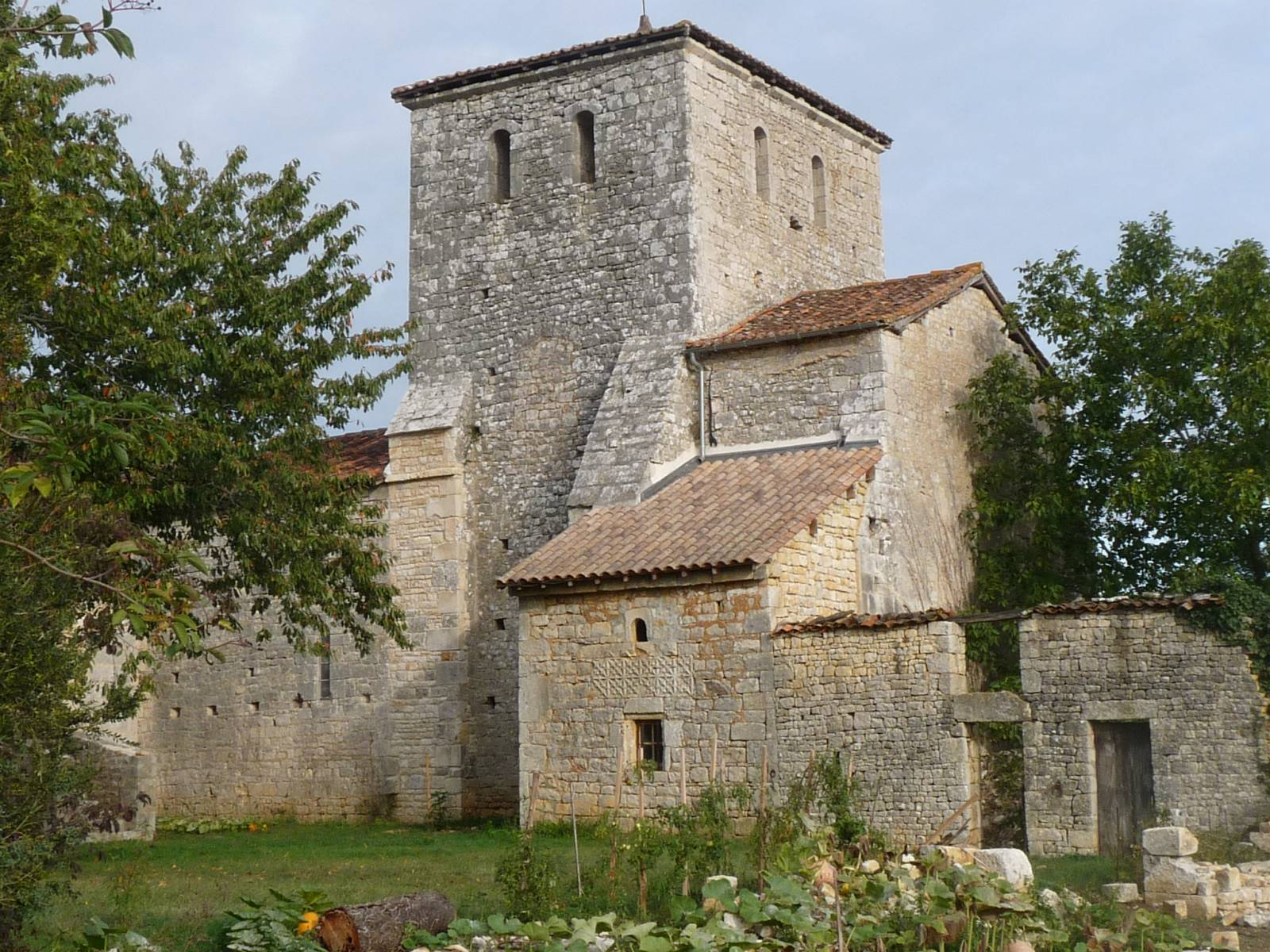
L'église Saint-Martin.

L'église paroissiale Saint-Martin était un ancien prieuré qui dépendait de l'abbaye de Cellefrouin. Elle date du XIIe siècle. Sa façade occidentale a été inscrite monument historique en 1925. Elle présente une piscine dans l'abside.
Dans le presbytère existe une pierre tombale du XVe siècle.
Le logis de la Chalouzière date lui aussi du XVe siècle.

## Personnalités liées à la commune
- Jacques Martin de Bourgon (1742-1820), général des armées de la République, y est né.